# Verney Junction

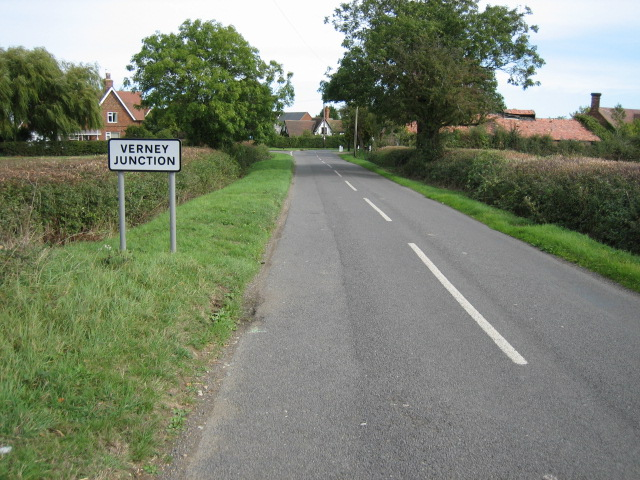
Verney Junction, 2005

Verney Junction é uma aldeola da paróquia de Middle Claydon, no norte do condado de Buckingham, Inglaterra. Era um dos pontos da desativada linha ferroviária de Varsity, que se pretende reabrir em 2025 como parte do Trilho Leste Oeste.